# Симмахия
Симмахия (др.-греч. Συμμαχία, от sýn — вместе и máchomai — сражаюсь) — в Древней Греции военно-политический, преимущественно наступательный (в отличие от эпимахии), союз, заключавшийся между полисами. Первые симмахии возникли в VI в. до н. э. Древнейшей симмахией была Пелопоннесская, во главе которой стоял Аргос. Впоследствии лидерство Аргоса в Пелопоннесской симмахии сменилось господствующей ролью Спарты, разбившей войска Аргоса в битве при Тиринфе (ок. 524 г. до н.э.).
Вступавшие в союз полисы обязывались сообща вести военные действия, имели ряд органов управления. Некоторые симмахии имели общую казну. Наиболее известны симмахии во главе со Спартой (Пелопоннесский союз), с Афинами (Делосский союз), с Фивами (Беотийский союз), с Мегалополем (Аркадский союз), Коринфский, Этолийский и Ахейский союзы.
Споры, возникавшие между союзными государствами, обыкновенно предоставлялись решению третейского суда. Союзный договор подтверждался клятвой, которую от лица каждого государства приносили важнейшие государственные власти; иногда предписывалось возобновлять клятвы в определенные сроки. В некоторых случаях вносилась в текст договора и сам текст клятвы. Договоры вырезались на бронзовых досках или каменных плитах и ставились в местах хранения государственных документов в каждом из союзных государств, а иногда, сверх того, в каком-либо наиболее почитаемом святилище (Олимпия, Дельфы, Делос и т. д.).